# Benjamin Berton
Œuvres principales
- Sauvageons

Benjamin Berton, né en 1974 à Valenciennes, est un écrivain français.

## Biographie
Benjamin Berton est diplômé de l'Institut d’études politiques de Paris et titulaire d’un D.E.A. d’histoire sociale et culturelle et est Directeur de l'action sanitaire et sociale et de l'autonomie à la Caisse régionale d'Assurance maladie d'Ile de France. Sauvageons, une chronique de la vie d'adolescents nordistes en manque de repères, remporte le prix Goncourt du premier roman en 2000. Il travaille à Paris, vit au Mans, où se déroule La Chambre à remonter le temps. En 2020, il publie la première biographie du groupe anglais Television Personalities. En 2021, il publie son premier roman pour adolescents, le Club des Timbrés, puis un roman d'anticipation historique, Dirty Dandy, consacré à l'écrivain normand et décadent Jean Lorrain. Il a également été critique littéraire et musical pour le site Fluctuat/Premiere. Depuis 2014, il collabore au webzine musical Sun Burns Out.

Il est l'organisateur du festival Outsiders à Paris, festival consacré aux musiques indépendantes.

## Œuvre
- Sauvageons, 2000
- Classe Affaires, 2001
- Pirates, 2004
- Foudres de guerre, 2007
- Alain Delon est une star au Japon, 2009
- La Chambre à remonter le temps, 2011
- Le Nuage radioactif, 2014
- J'étais la terreur, 2015
- Dreamworld ou la vie fabuleuse de Daniel Treacy, 2020
- L'Île Merveilleuse, 2021
- Le Club des Timbrés, 2021
- Dirty Dandy, Quand Jean Lorrain ébranle Marcel Proust, 2024